# Calle de Núñez de Balboa
La calle de Núñez de Balboa es una vía pública, situada en el Distrito de Salamanca en la ciudad de Madrid, entre la calle de Alcalá y la Calle de Pedro de Valdivia. Debe su nombre a explorador español Vasco Núñez de Balboa.
En mayo de 2020, con motivo del confinamiento impuesto por el gobierno central, los vecinos de la calle emprendieron una serie de activas protestas. En noviembre de 2023 fue tiroteado en la calle Alejo Vidal Quadras.